# Condado de Henry (Alabama)
O Condado de Henry é um dos 67 condados do estado norte-americano do Alabama. De acordo com o censo de 2022, sua população é de 17.655 habitantes. A sede do condado é Abbeville e a sua maior cidade é Headland. O condado foi fundado em 1819 e recebeu o seu nome em homenagem a Patrick Henry (1736–1799), herói da Revolução Americana de 1776, Governador da Virgínia e um dos Pais Fundadores dos Estados Unidos.

## História
A área que atualmente compreende o condado foi historicamente ocupada pela Confederação Lower Creek, sendo anteriormente ocupada por diversas culturas indígenas que se assentaram ao longo de seus cursos d'água.
A área foi colonizada por vários poderes europeus, incluindo a França e Espanha; os britânicos tomaram o controle da área após derrotarem os franceses na Guerra dos Sete Anos. Entre 1763 e 1783, a área se encontrava sob jurisdição da colônia da Flórida Ocidental Britânica. Os Estados Unidos adquiriram-na após a independência.
Após 1814, os colonos fundaram Franklin como o primeiro assentamento euro-americano no território creek. O antigo porto fluvial servia a cidade de Abbeville, no Rio Chattahoochee. A maior parte do condado era concomitante à região do Wiregrass no Alabama.
O condado foi estabelecido em 13 de dezembro de 1819, pela legislatura do território do Alabama. A área foi cedida pela Nação Creek em 1814, sob o Tratado de Fort Jackson. Abbeville foi designada como sede do condado em 1833.
O Condado de Henry é conhecido como o "Berço do Wiregrass" (Wiregrass Cradle). É o pai de outros nove condados. Quando criado, era o maior condado em área dentro do Alabama e abrangia uma vasta área que, atualmente, compõe a região do Wiregrass e além. Com o aumento da população, foi desmembrado e reorganizado nos seguintes condados: Barbour, Coffee, Covington, Crenshaw, Dale, Geneva, Houston, e Pike.

#### Linha do tempo[4][5]
- 7 de dezembro de 1821 - Os primeiros dois condados criados, em partes, do antigo território, foram os de Covington e Pike.
- 29 de dezembro de 1824 - O terceiro condado foi o de Dale, que foi inteiramente constituído de partes de Henry.
- 18 de dezembro de 1832 -O quarto condado a ser criado foi o de  Barbour, formado, também, por partes do condado de Pike. Quando Barbour foi criado, Henry recebeu uma pequena parte de terra da área de White Oak Creek.
- 29 de dezembro 1841 - O quinto condado a ser criado foi o de Coffee, formado em partes por fragmentos do condado de Dale.
- 6 de dezembro de 1866 - O sexto condado criado foi o de Bullock, que  foi extraído da parte sul do condado.
- 24 de dezembro de 1866 - O sétimo condado criado foi o de Crenshaw, formado também por partes de Coffee, Covington e Pike.
- 28 de dezembro de 1868 - O oitavo condado criado foi o de Geneva, formado também por partes de Henry, Dale e Coffee.
- 9 de fevereiro de 1903 - O último condado foi o de Houston; 72% de sua área foi criada a partir do condado de Henry. O balanceamento veio dos condados de Dale e Geneva.

Mudanças territoriais do condado.

Após a criação do condado de Houston, em 1903, Henry se tornou o condado com a menor área geográfica do estado.
O condado teve um desenvolvimento rural, baseado no trabalho escravo. Após a reconstrução, os brancos do Partido Democrata retomaram o poder na legislatura estadual, aprovando as leis Jim Crow em prol da supressão dos direitos da população negra. Eles também se utilizaram de intimidação e violência para desencorajar o voto, tendo em vista que os libertos se aliaram ao Partido Republicano, ao qual atribuíram a emancipação e a concessão do direito ao voto.
De 1877 a 1950, treze afro-americanos foram linchados no condado, principalmente nas décadas da virada do século XX. O condado esta entre um dos 805 onde ocorreram linchamentos que foi rememorado no novo Memorial Nacional pela Paz e Justiça, inaugurado em abril de 2018, na cidade de Montgomery.
A mecanização e outras mudanças acarretaram a diminuição da população, especialmente nas décadas de 1940 à 1970, quando afro-americanos saíram da região durante a Grande Migração, buscando novas oportunidades de trabalho nas cidades industriais no norte, meio-oeste e oeste, e fugindo da opressão das leis.

## Geografia
De acordo com o censo, sua área total é de 1.471 km², destes sendo 1.455 km² de terra e 16 km² de água.

### Condados adjacentes
- Condado de Barbour, norte
- Condado de Clay (Geórgia), nordeste
- Condado de Early (Geórgia), sudeste
- Condado de Houston, sul
- Condado de Dale, oeste

## Transportes

### Principais rodovias
- U.S Highway 431
- State Route 10
- State Route 27
- State Route 95
- State Route 134
- State Route 173

## Demografia
De acordo com o censo de 2022:
- População total: 17.655 habitantes
- Densidade: 12 hab/km²
- Residências: 9.253
- Famílias: 6.404
- Composição da população:
  - Brancos: 72,1%
  - Negros: 25,1%
  - Nativos americanos e do Alaska: 0,5%
  - Asiáticos: 0,5%
  - Duas ou mais raças: 1,7%
  - Hispânicos ou latinos: 2,7%

## Comunidades

### Cidades
- Abbeville (sede)
- Dothan (parcialmente nos condados de Dale e Houston)
- Headland

### Vilas
- Haleburg
- Newville

### Comunidades não-incorporadas
- Balkum
- Browns Crossroad
- Capps
- Edwin
- Graball
- Grandberry Crossroads
- Lawrenceville
- Otho
- Screamer
- Shorterville
- Tumbleton
- Wills Crossroads
- White Oak